# Euxoa cleui
Euxoa cleui är en fjärilsart som beskrevs av Charles Boursin 1926. Euxoa cleui ingår i släktet Euxoa och familjen nattflyn. Inga underarter finns listade i Catalogue of Life.